# Whitby (circonscription)
Pour les articles homonymes, voir Whitby.
Circonscription électorale fédérale du Canada
Whitby est une circonscription électorale fédérale en Ontario.

## Circonscription fédérale
Située au nord-est de Toronto sur les rives du lac Ontario, la circonscription consiste en une partie de la ville de Whitby dans la municipalité régionale de Durham.
Les circonscriptions limitrophes sont Durham, Oshawa,  Ajax et Pickering—Uxbridge. 

### Historique
| Législature                                | Années                                     | Député                                     | Député                                     | Parti                                      |
| Whitby issue d'une partie de Whitby—Oshawa | Whitby issue d'une partie de Whitby—Oshawa | Whitby issue d'une partie de Whitby—Oshawa | Whitby issue d'une partie de Whitby—Oshawa | Whitby issue d'une partie de Whitby—Oshawa |
| ------------------------------------------ | ------------------------------------------ | ------------------------------------------ | ------------------------------------------ | ------------------------------------------ |
| 42e                                        | 2015–2019                                  |                                            | Celina Caesar-Chavannes                    | Libéral                                    |
| 42e                                        | 2019-2019                                  |                                            | Celina Caesar-Chavannes                    | Indépendante                               |
| 43e                                        | 2019–2021                                  |                                            | Ryan Turnbull                              | Libéral                                    |
| 44e                                        | 2021–Présent                               |                                            | Ryan Turnbull                              | Libéral                                    |

## Circonscription provinciale
Depuis les élections provinciales ontariennes du 4 octobre 2007, l'ensemble des circonscriptions provinciales et des circonscriptions fédérales sont identiques.